# Conde de Castro Guimarães
Conde de Castro Guimarães é um título nobiliárquico criado por D. Manuel II de Portugal, por Decreto de 23 de Setembro de 1909, em favor de Manuel Inácio de Castro Guimarães.
Titulares
1. Manuel Inácio de Castro Guimarães, 1.º Conde de Castro Guimarães.